# Parque Saavedra (La Plata)
El Parque Saavedra es uno de los parques más antiguos de la ciudad de La Plata, capital de la provincia de Buenos Aires, Argentina. Está situado entre las calles 12, 14, 64, y 68.

## Historia

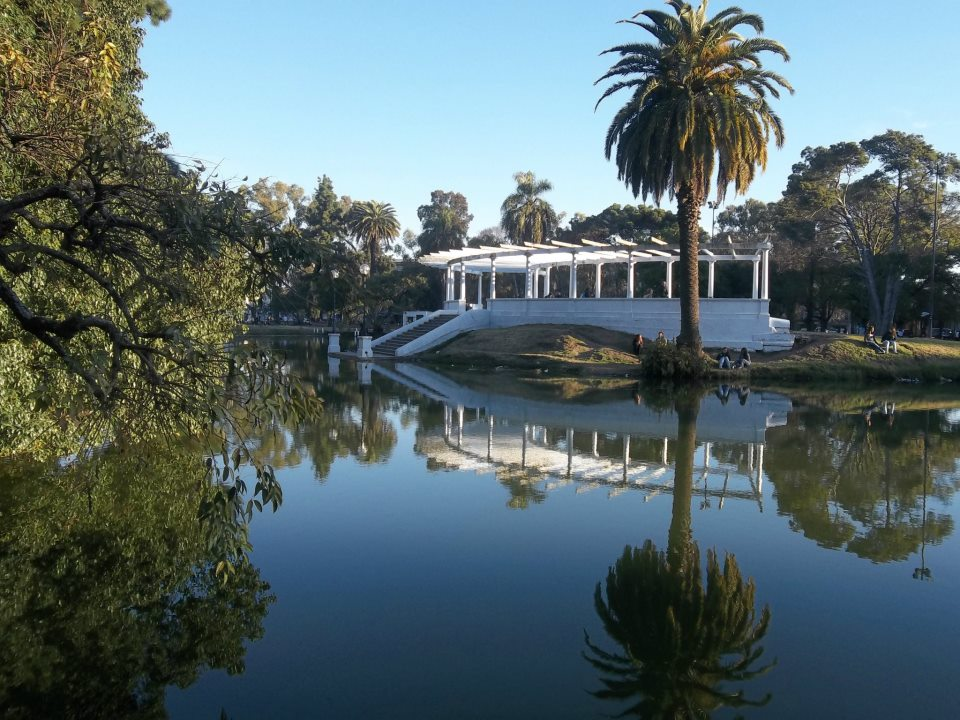
Lago y pérgola.

El primer uso que se le dio fue el de abastecer de agua potable a casi el 40% de la ciudad, con la colocación de una planta de bombeo cerca de 14 y 68. Fue construida y equipada bajo la dirección del ingeniero Carlos Dawney; su inauguración fue el 8 de marzo de 1885.
Los vecinos de este gran espacio verde de La Plata fueron los primeros que comenzaron a ornamentarlo hacia 1898, con la colocación de sauces y aromos, además del arreglo y mantenimiento de los caminos del parque.
Fue en 1901 que se cambia el nombre del parque en homenaje a quien fuera el presidente de la Primera Junta, don Cornelio Saavedra.
En el sector del parque comprendido entre las calles 12, 14, 66 y 68 funciona el Jardín Botánico del Parque Saavedra, el cual fue creado en la década de 1910 por el director de Paseos y Jardines de La Plata, ingeniero agrónomo Juan Ramón de la Llosa. En 1917, el arquitecto Atilio Boveri hizo un proyecto de remodelación total del parque, el cual nunca pudo realizarse.
El Jardín Botánico fue cercado en 1938, y bautizado como "Parque Uriburu", aunque en 1949 se le restituyó a todo el parque el nombre de "Parque Saavedra".
Dentro de este predio cerrado se encuentra una casilla de madera que tiene un gran valor histórico, ya que en ella residió el ingeniero Pedro Benoit. Esta casilla estaba emplazada antiguamente cerca de 5 y 46, fue encontrada desarmada allí por Carlos Servente, quien la donó a la Municipalidad de La Plata. Su valor radica en que fue en ella donde Benoit realizó planos de algunos de los edificios más importantes de la ciudad, como la iglesia San Ponciano.
También cerca de allí está el "Rincón del Novelista", un espacio de homenaje al escritor Benito Lynch creado el 25 de abril de 1958, donde pueden verse el portón de hierro de su antigua casa (demolida) en diagonal 77 N°734.

## Lago y leyenda urbana
El lago del parque Saavedra suele ser un lugar habitual para aficionados de la pesca, si bien la fauna acuática que allí puede encontrarse es pequeña y limitada debido a que no es un espejo de agua demasiado amplio. siendo los peces más comunes mojarras de río y algunos bagres  Al igual que muchos lagos del mundo, el del parque Saavedra en algún momento tuvo su leyenda urbana respecto a un monstruo lacustre, donde algunos testigos de los avistamientos hablaban de una "extraña criatura", "un monstruo" o incluso un "extraño pez". El 10 de octubre de 2017 se conoció la noticia de que unos jóvenes pescadores habían capturado una extraño pez que resultaba inusual a los ojos de los jóvenes y vecinos del lugar. La noticia se extendió a varios portales de noticias a nivel nacional pero rápidamente el animal fue identificado como un ejemplar de Loricariidae también conocido como "Vieja de río" de gran tamaño. 
Años más tarde, en febrero de 2023, otro joven pescador logró capturar vivo un ejemplar de lo que a priori parecía una Carpa Koi pero en verdad se trataba de un sábalo que se encuentra en peligro de extinción por lo que el pescador regresó el animal a las aguas. 

## Actualidad
El parque cuenta con un lago, una pérgola o glorieta, bicisendas, una calesita, cinco áreas de juegos infantiles, dos sectores de comidas al paso, una biblioteca popular "Del otro lado del árbol", un centro cultural municipal "Espacio Benoit", y congrega múltiples actividades culturales. Los fines de semana se realiza una feria de antigüedades y artesanías sobre calle 12 y calle 68.
Frente al parque se encuentra el Hospital Interzonal de Niños "Sor María Ludovica", la Casa Ludovica y la Escuela N°11 Florentino Ameghino.

## Enlaces relacionados
- Plazas de La Plata
- Ciudad de La Plata